# Dronning Helvig
Dronning Helvig (født ca. 1320, død ca. 1374) var en dansk kongelig, der var søster til kong Valdemar 3. og fra 1340 gift med Valdemar Atterdag. Hun var datter af hertug Erik 2. Valdemarsen af Slesvig og Adelheid af Holsten, og var på sin fars side tip-oldebarn af kong Abel. I 1355 blev dronning Helvig optaget som lægsøster i Esrum Kloster ved Gurre Slot. Hun blev begravet i Esrum klosterkirke ca. 1374.
Valdemar Atterdag og dronning Helvig havde børnene:
- Christoffer Valdemarsøn, født 1341, død 11. juni 1363 formodentlig af en infektionssygdom efter nogle ugers sygdom og ikke af et sår i hovedet, han fik ved kampene mod Hansaen ved Helsingborg i juli 1362.
- Margrethe født 1345, død 1350, skulle have været gift med hertug Henrik 3. af Mecklenburg.
- Ingeborg født 1. april 1347, død ca. 1370. Hun blev gift med hertug Henrik 3. af Mecklenburg og fik en søn Albrekt 4.
- Katrine, født 1349, død som lille.
- Valdemar, født 1350, død som lille
- Margrete, født 1353, senere dronning af Norge og Sverige og siden regent over såvel Danmark, Norge og Sverige

## Ekstern kilde/henvisning
- Dr Helvigs Hoveddug i Næstved Arkiveret 19. maj 2011 hos  Wayback Machine